# Sigurd Lie
Sigurd Lie (født 23. maj 1871 i Drammen, død 30. september 1904 i Kristiania) var en norsk komponist.
Lie blev Student 1889, studerede ivrig musik og besøgte Lindeman’s Musikskole i Kria, hvor han studerede violin med G. Böhn og teori og komposition med Iver Holter. 1891 drog han til Leipzig, hvor han til 1894 studerede ved Konservatoriet under Hilf, Rust og Reinecke. 1894—95 besøgte han Berlin med offentligt stipendium, 1895—98 fungerede han som koncertmester i musikselskabet »Harmonien« i Bergen, 1898—99 som kapelmester ved Centralteateret i Kria og rejste 1899 atter til Berlin efter i Kria med stort bifald at have givet en koncert med egne Kompositioner. 1902 dirigent i »Handelsstandens Sangforening« i Kria. Af kompositioner foreligger: Symfoni for orkester, klaverkvintet, »Erling Skjalgson« for mandskor og orkester, symfonisk march for orkester, orientalsk suite for orkester, kantate for blandet kor og orkester (skrevet til Bergen-Udstillingens Aabning 1898), »Wartburg«, ballade for baryton og orkester, romancer med klaver, klaverstykker, norske danse for violin og klaver, mandskor, der udmærker, sig ved friskhed i opfindelsen, interessant harmonik og instrumentation.